# 아르피타니아
아르피타니아 (아르피타니아어 및 이탈리아어:Arpitania, 프랑스어: Arpitanie)는 아르피타니아어가 사용되거나 널리 퍼져 있는 지역을 가리킨다. 하지만 아르피타니아는 정치적인 단체가 아니며, 아르피타니아 운동가들은 아르피타니아 문화가 하나의 독립체가 된다고 생각하지 않는다.
'아르피타니아'와 '아르피타니아어'라는 단어는 신복합어로, 20세기에 등장한 신조어다. 처음에는 아르피타니아어가 쓰이는 알프스 지역을 부를 때 사용되었다. 이 명칭은 1970년대 발레다오스타주의 좌파 정치 모임이었던 '하르피타니아 운동' (Mouvement Harpitanya)을 계기로 대중화되었다. 1990년대에 들어서면서부터는 특수한 정치적 맥락을 잃게 되었지만 '아르피타니아'라는 단어의 쓰임새는 언어적 한계를 넘어 공동 문화유산과 지역 주체성을 나타낸다.
아르피타니아 지역의 거주민들은 아르피타니아어를 실제로 사용하거나 사용하지 않는 것과는 상관없이 아르피타니아인이라는 명칭이 붙는다.

## 지리

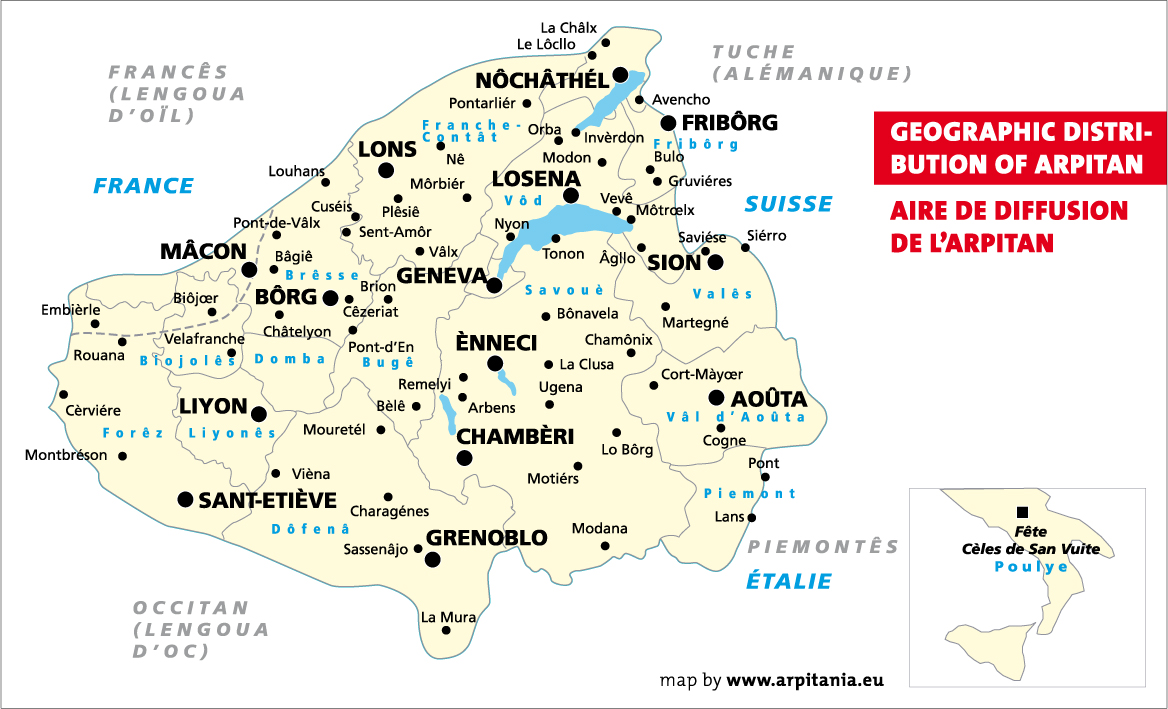
아르피타니아어 지역인 아르피타니아의 지도 (아르피타니아어로 표기). 작게 표시된 지도는 이탈리아 남부 풀리아주 포자 현의 첼레 디 산 비토에 떨어져 있는 두 마을을 나타내는데, 여기서도 아르피타니아어가 사용된다.

아르피타니아는 다음과 같은 지역으로 구성된다.
- 프랑스 (사보이, 도피네, 이제르, 론 주의 큰 지역, 프랑슈콩테 남부, 앵주의 매우 작은 지역, 몽뒤포레즈 등).
- 이탈리아 (발레다오스타주, 피에몬테 현의 아르피타니아어권 계곡 지역, 첼레디산비토의 다우니아/아르피타니아어권 지역, 풀리아주의 포자현).
- 스위스 (쥐라 칸톤의 북부, 서부 지역을 제외한 로만디)

북서쪽 끝에 돌출된 지역 (마콩과 로안 사이에 세로로 거칠게 뻗은 지역)은 언어학적으로 아르피타니아어, 오크어, 다른 오일어군이 변환된 것으로 보인다.

## 서적
- Jozé Harrieta, La lingua arpitana, 1976.
- Mikael Bodlore-Penlaez, «Savoy and Aosta, heart of the Arpitan people» in Atlas of Stateless Nations in Europe: Minority People in Search of Recognition, Y Lolfa, 2011. ISBN 978-1-84771-379-7

## 같이 보기
- 옥시타니아
- 파다니아